# Phulra (État princier)
1828–1950
Entités précédentes :
- Amb

Entités suivantes :
- Pakistan

Phulra ou Phulrah (en ourdou : دیر) est un ancien État princier des Indes, l'un des plus petits, aujourd'hui un union council du district de Mansehra.
L’État de Phulra est fondé en 1828 quand le souverain de l’État princier voisin d'Amb cède une petite partie de son territoire à son frère. Son souverain est appelé « Nawab ». En 1889, l’État princier est contraint de s'allier avec les Britanniques afin de conserver son autonomie.
En 1947, son souverain Abd al-Latif Khan accepte de rejoindre le Pakistan et à son décès en septembre 1950, l'État est définitivement intégré à la province de la Frontière-du-Nord-Ouest. Selon le recensement de 1951, la population de l’État s'élevait à 8 709 habitants. 